# Академическая гребля на летних Олимпийских играх 1960
Соревнования по академической гребле на летних Олимпийских играх 1960 года проводились только среди мужчин. Они прошли с 30 августа по 2 сентября на Альбано
Сборная США, которая побеждала в заездах восьмёрок на 8 Олимпийских играх подряд (1920—1956), на этот раз не сумела попасть в число призёров, заняв в финале пятое место.

## Общий медальный зачёт
| Место | Страна                          | Золото | Серебро | Бронза | Всего |
| ----- | ------------------------------- | ------ | ------- | ------ | ----- |
| 1     | Объединённая германская команда | 3      | 1       | 0      | 4     |
| 2     | СССР                            | 2      | 2       | 1      | 5     |
| 3     | США                             | 1      | 0       | 1      | 2     |
| 3     | Чехословакия                    | 1      | 0       | 1      | 2     |
| 5     | Италия                          | 0      | 1       | 1      | 2     |
| 6     | Австрия                         | 0      | 1       | 0      | 1     |
| 6     | Франция                         | 0      | 1       | 0      | 1     |
| 6     | Канада                          | 0      | 1       | 0      | 1     |
| 9     | Польша                          | 0      | 0       | 1      | 1     |
| 9     | Швейцария                       | 0      | 0       | 1      | 1     |
| 9     | Финляндия                       | 0      | 0       | 1      | 1     |
|       |                                 |        |         |        |       |
| Итого | Итого                           | 7      | 7       | 7      | 21    |

## Медалисты
| Дисциплина                      | Золото | Серебро | Бронза |
| ------------------------------- | --- | --- | --- |
| Одиночки                        | Вячеслав Иванов СССР | Ахим Хилль Объединённая германская команда | Теодор Коцерка Польша |
| Двойки парные                   | Чехословакия · Вацлав Козак · Павел Шмидт | СССР · Александр Беркутов · Юрий Тюкалов | Швейцария · Эрнст Хюрлиман · Рольф Лархер |
| Двойки распашные без рулевого   | СССР · Валентин Борейко · Олег Голованов | Австрия · Йозеф Клоимштайн · Альфред Загедер | Финляндия · Вели Лехтеля · Тойми Питкянен |
| Двойки распашные с рулевым      | Объединённая германская команда · Бернхард Кнубель · Карл Реннеберг · Клаус Церта | СССР · Антанас Багдонавичюс · Зигмас Юкна · Игорь Рудаков                                                                                              | США · Ричард Дрегер · Конн Финдли · Кент Митчелл |
| Четвёрки распашные без рулевого | США · Артур Эро · Теодор Нэш · Джон Сейр · Ричард Уэйлз | Италия · Туллио Баралья · Ренато Бозатта · Джанкарло Кроста · Джузеппе Галанте                                                                         | СССР · Игорь Ахремчик · Юрий Бачуров · Валентин Морковкин · Анатолий Тарабрин                                                                            |
| Четвёрки распашные с рулевым    | Объединённая германская команда · Герд Цинтль · Хорст Эфферц · Клаус Рикеман · Юрген Лиц · Михаэль Обст                                                                              | Франция · Робер Дюмонтуа · Жан Клэн · Клод Мартен · Жак Морель · Ги Носбом                                                                             | Италия · Фульвио Балатти · Джованни Дзукки · Романо Сгейц · Иво Стефанони · Франко Тринкавелли                                                           |
| Восьмёрки                       | Объединённая германская команда · Манфред Рульффс · Вальтер Шрёдер · Франк Шепке · Крафт Шепке · Карл-Генрих фон Гроддек · Карл-Хайнц Хопп · Клаус Биттнер · Ханс Ленк · Вилли Падге | Канада · Дональд Арнольд · Уолтер д’Ондт · Нельсон Кун · Джон Леки · Дэвид Андерсон · Арчибальд Маккиннон · Уильям Маккерлич · Глен Мервин · Соэн Билн | Чехословакия · Богумил Яноушек · Ян Йиндра · Иржи Лундак · Станислав Луск · Вацлав Павкович · Лудек Поезный · Ян Шведа · Йозеф Вентус · Мирослав Коничек |